# Dolmen de la Mérindole
Le dolmen de la Mérindole est un dolmen situé à Fontvieille, dans le département français des Bouches-du-Rhône.

## Protection
L'édifice a été découvert en 1980 par Othello Badan. Il est inscrit au titre des monuments historiques en 1996.

## Description
C'est un dolmen à chambre allongée similaire à celui de Saint-Contignarde situé sur la même commune. La chambre a été creusée au sommet d'une butte et entourée « de murets en pierres sèches soigneusement équarries ».